# Dòng vật nuôi
Dòng vật nuôi (line, tông) là tập hợp những vật nuôi cùng một giống, đã được chọn lọc theo những chỉ tiêu mong muốn, mang huyết thống của một con đực hoặc con cái đầu dòng. Những dòng xuất phát từ một đực giống cao sản được gọi là dòng đực và phát sinh từ một cái giống cao sản được gọi là dòng cái.

## Một số dòng vật nuôi

### Dòng nhánh
Còn gọi là dòng bên, được phát sinh từ một dòng chính.

### Dòng thuần
Dòng thuần được gọi chung cho cả dòng đực và dòng cái; bao gồm những cá thể thuần chủng, có cùng kiểu gien của những tính trạng chủ yếu.

### Dòng lai
Dòng lai bao gồm những cá thể lai, được tạo nên do phối hai dòng thuần của cùng một giống.

### Dòng họ gần
Dòng họ gần (Inbred line) còn gọi là dòng cận huyết hay tông cận giao, bao gồm những cá thể được tạo nên do chọn phối gần (những cá thể được chọn có quan hệ huyết thống gần) nhằm củng cố những tính trạng mong muốn.